# Rudimicrosporea
Metchnikovellida é uma ordem de fungos microscópicos do filo Rozellomycota.